# Fisera nicholsoni
Fisera nicholsoni là một loài bướm đêm trong họ Geometridae.